# 卡丁尼亞公園
卡丁尼亞公園是一座位於澳洲維多利亞州南吉朗的大型公園。公園內設有許多公共和體育設施：一座大型澳大利亞澳式足球聯盟體育場、一座二級橢圓足球場、一座板球場、一座露天游泳池、多座藍網球場、各種體育俱樂部和一座老年人中心。

## 動物園
公園委員會於1903年在公園內設置了一座動物園。1911 年，吉朗廣告人報的插圖雜誌News of the Week公佈了動物園的清單：
- 太平洋黑鴨 (澳洲)
- 澳洲布布克鷹鴞（英语：Australian boobook） (澳洲)
- 鴛鴦 (中國)
- 綠頭鴨 (歐洲)
- 孔雀 (印度)
- 白天鵝 (北極地區)
- 珠雞 (非洲)

哺乳動物:
- 猴子 (非洲)
- 4隻袋鼠
- 銀袋鼠 (最大的有六英尺高)
- 6隻鹿（原產於蘇格蘭，但公園裡飼養了幾隻）
- 小袋鼠 (塔斯馬尼亞州)
- 大袋鼠 (塔斯馬尼亞州)
- 狐猴 (馬達加斯加)

據說該動物園在二戰期間的某個時間關閉。

## 外部連結
- Kardinia Park at geelongaustralia.com.au Archive.today的存檔，存档日期2017-05-03